# 시라이토촌 (시즈오카현)
시라이토촌(일본어: 白糸村)은 일본 시즈오카현의 동부, 후지군에 속해있던 촌이다. 현재의 후지노미야시 북부, 시라이토 폭포의 서쪽 일대에 해당한다. 

## 역사
- 1889년 4월 1일 - 정촌제 시행에 의해 후지군 시라이토촌이 성립하였다.
- 1958년 4월 1일 - 후지노미야시에 편입해, 동일 시라이토촌은 폐지되었다.

## 교통

### 도로
- 국도 제139호선

## 참고문헌
- 角川日本地名大辞典 22 静岡県